# كارمين أسيفيدو فيغا
كارمين أسيفيدو فيغا هي كاتِبة وصحفية وشاعرة إكوادورية، ولدت في 16 يوليو 1913 في غواياكيل في الإكوادور، وتوفيت في 28 أبريل 2006.